# Poggio-Marinaccio
Pour les articles homonymes, voir Poggio.
Poggio-Marinaccio est une commune française située dans la circonscription départementale de la Haute-Corse et le territoire de la collectivité de Corse. Le village appartient à la piève d'Ampugnani, en Castagniccia.

## Géographie

### Situation
Poggio-Marinaccio est une petite commune du canton de Fiumalto-d'Ampugnani, en plein cœur de la Castagniccia, une microrégion de moyenne montagne dominée par le Monte San Petrone (1 767 m) au centre-est de la Corse et couverte, comme son nom l'indique, par une forêt de châtaigniers.
La commune est adhérente au parc naturel régional de Corse, dans son « territoire de vie » nommé Castagniccia.

### Géologie et relief

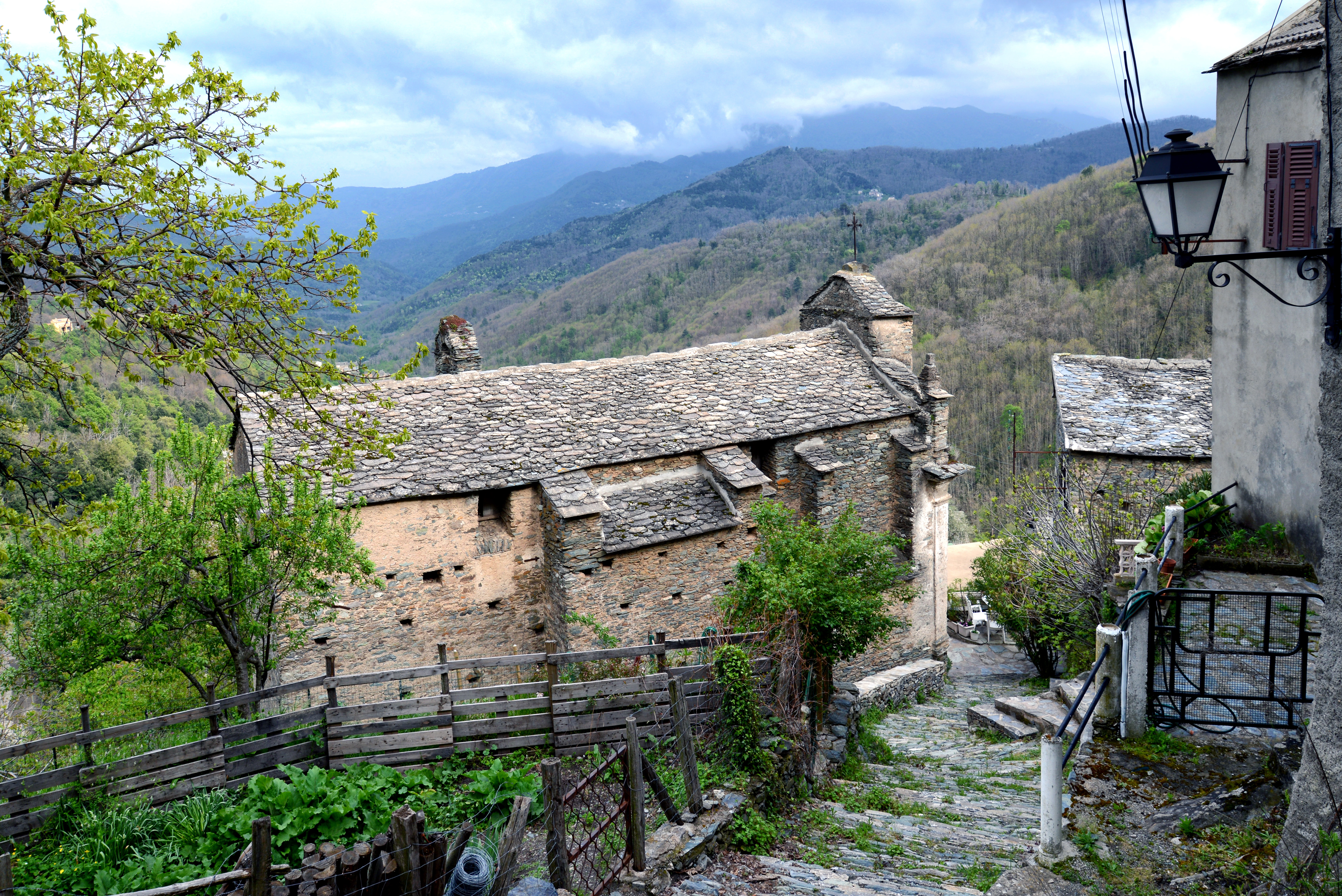
Vue de la vallée du ruisseau de Piane et de Costero depuis Lutina.

Poggio-Marinaccio se trouve dans l'En-Deçà-des-Monts (Cismonte en langue corse), au cœur de la Corse schisteuse au nord-est de l'île, dans le prolongement de l'arête schisteuse du Cap Corse qui se poursuit avec le massif du San Petrone et se termine au sud de la Castagniccia. Ce massif est un bloc de schistes lustrés édifié au Tertiaire lors de la surrection des Alpes sur un socle hercynien, de la fin de l'ère primaire.
Elle est une commune de moyenne montagne, occupant une partie orientale de la dorsale au nord du massif schisteux du San Petrone comprise entre Punta di San Paolo (1 220 m) et un point à 1 080 m d'altitude, peu au sud de Bocca di Pruno. Son territoire occupe le bassin versant du ruisseau d'Arche, affluent du ruisseau de Molaghina qui se jette dans le ruisseau de Pozzo Bianco, affluent du Fium'Alto. Il décline vers l'est, s'étalant latéralement sur une longue bande de terre jusqu'au pont de Malaggina.

### Climat et végétation
Poggio-Marinaccio bénéficie des conditions climatiques tempérées et humides caractéristiques de la Castagniccia orientale (cumuls de précipitations compris entre 1 000 et 1 500 mm par an). Aussi le territoire est très vert, avec un sol bien drainé. Elle est une commune de moyenne montagne très boisée, couverte d'une forêt de châtaigniers la plupart sauvages.

### Hydrographie
La commune est riche en eau. Elle donne naissance au ruisseau de Linarelli (ruisseau de Piane et de Costero, puis ruisseau d'Arche), qui reçoit les eaux du ruisseau de Cagnolo et de Teja avant sa confluence avec le ruisseau de Penta (ou Molaghina). Le Linarelli prend sa source à plus de mille mètres au sud-est du Monte Piano (1 201 m - Morosaglia). À l'est de la commune, proche du hameau de Cansito, se trouve une source d'eau minérale.

### Voies de communication et transports

#### Accès routiers
La commune est traversée en son milieu par deux routes orientées nord-sud, venant de Giocatojo :
- D 405 permettant de rejoindre Casabianca, Casalta ou La Porta ;
- D 515 permettant de rejoindre Quercitello ou La Porta.

#### Transports
Le village est distant, par route, de :
- 33 km de l'aéroport de Bastia Poretta,
- 48 km du port de commerce de Bastia,
- 19 km de la gare la plus proche, la Gare de Barchetta,
- 4 km de la Porta, chef-lieu de canton,
- 18 km de Folelli, dans la Plaine orientale.

## Urbanisme

### Typologie
Au 1er janvier 2024, Poggio-Marinaccio est catégorisée commune rurale à habitat très dispersé, selon la nouvelle grille communale de densité à sept niveaux définie par l'Insee en 2022.
Elle est située hors unité urbaine. Par ailleurs la commune fait partie de l'aire d'attraction de Bastia, dont elle est une commune de la couronne,. Cette aire, qui regroupe 93 communes, est catégorisée dans les aires de 50 000 à moins de 200 000 habitants,.

### Occupation des sols
L'occupation des sols de la commune, telle qu'elle ressort de la base de données européenne d’occupation biophysique des sols Corine Land Cover (CLC), est marquée par l'importance des forêts et milieux semi-naturels (95,3 % en 2018), une proportion identique à celle de 1990 (95,3 %). La répartition détaillée en 2018 est la suivante : 
forêts (76,3 %), milieux à végétation arbustive et/ou herbacée (19 %), zones agricoles hétérogènes (4,7 %). L'évolution de l’occupation des sols de la commune et de ses infrastructures peut être observée sur les différentes représentations cartographiques du territoire : la carte de Cassini (XVIIIe siècle), la carte d'état-major (1820-1866) et les cartes ou photos aériennes de l'IGN pour la période actuelle (1950 à aujourd'hui).

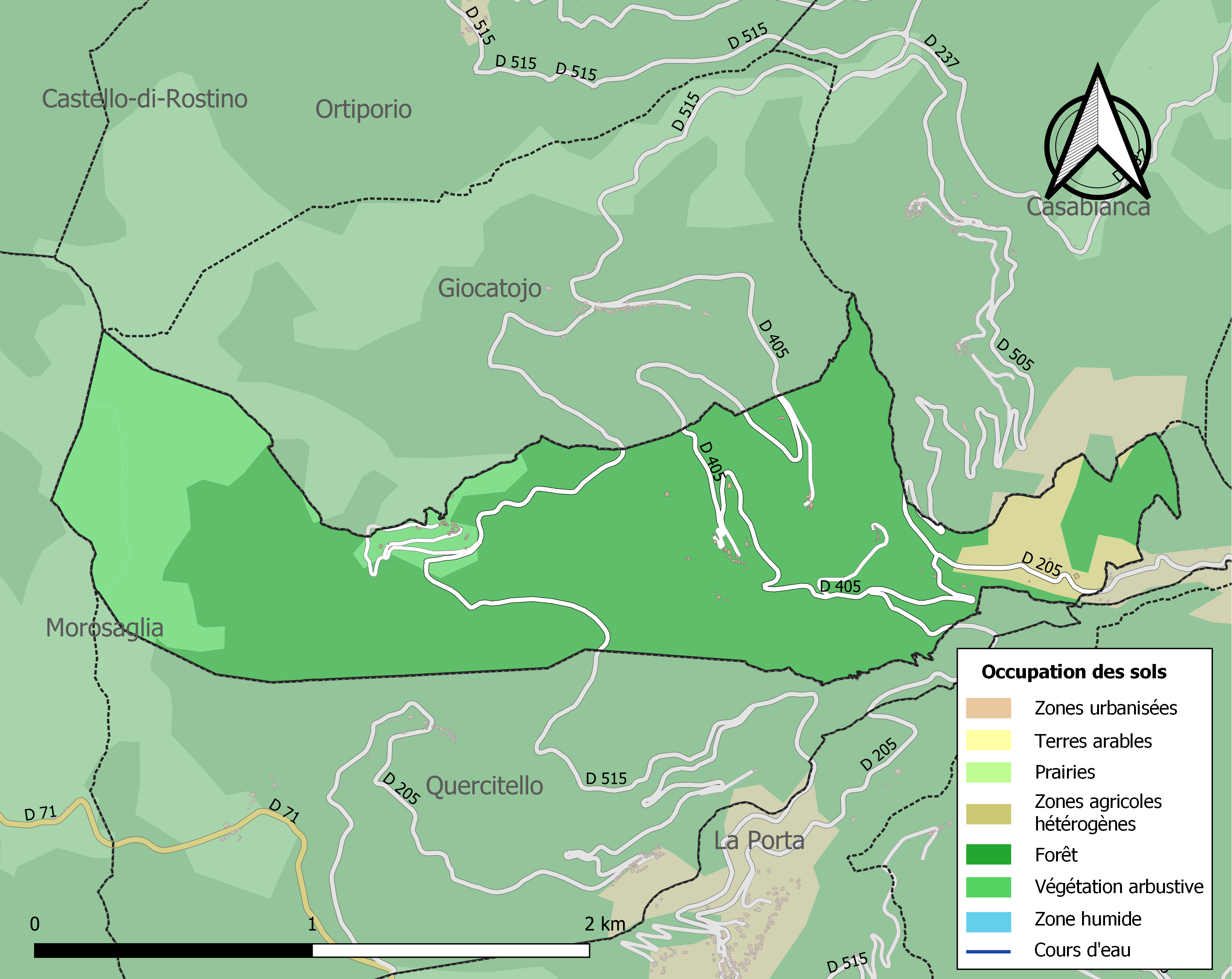
Carte des infrastructures et de l'occupation des sols de la commune en 2018 (CLC).
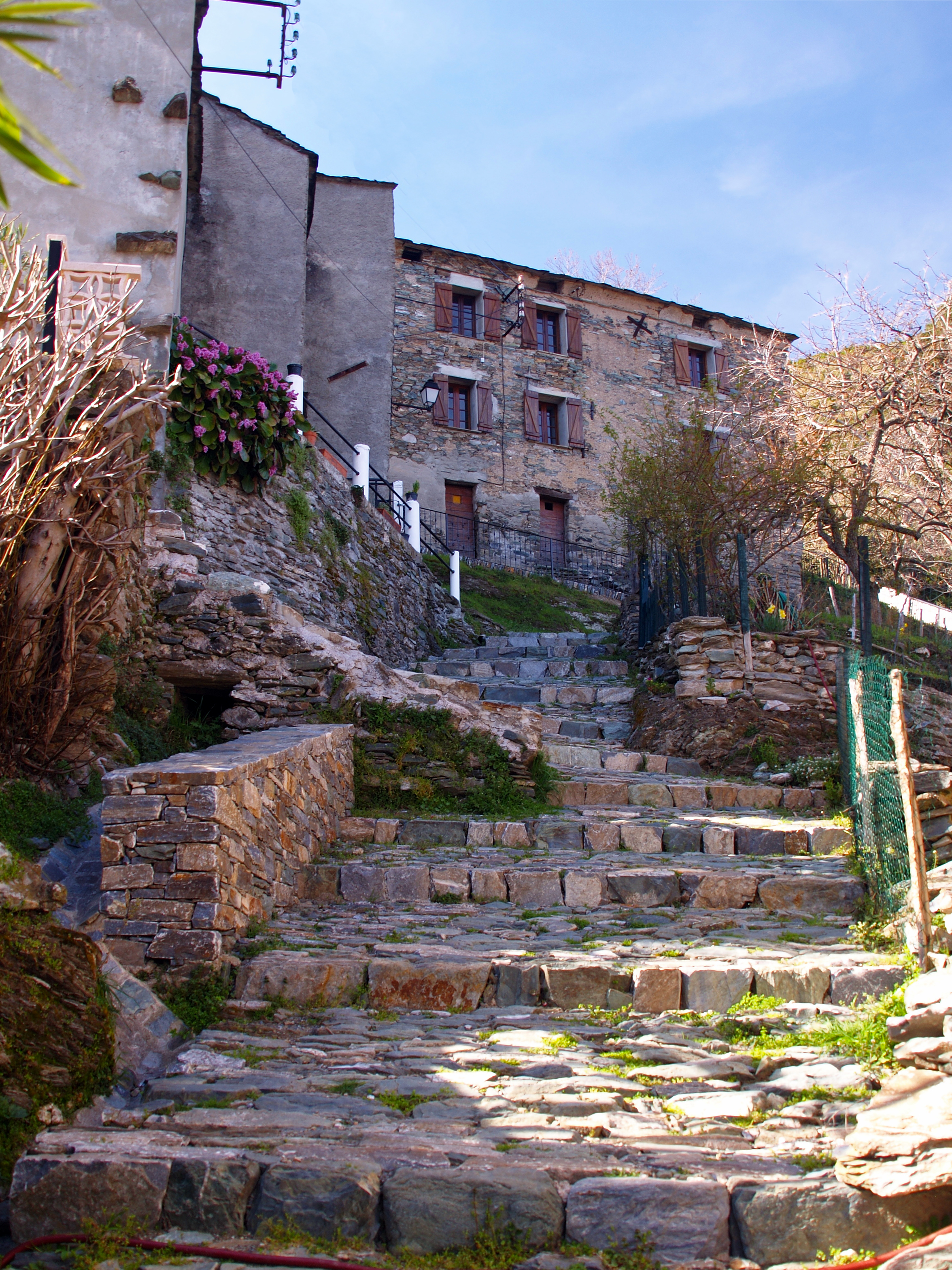
Lutina.

### Poggio-Marinaccio
Situé au centre de la commune, le village est composé de maisons anciennes, couvertes de toits d'ardoises locales, alignées sur une arête rocheuse, et présentant une harmonie architecturale remarquable. Deux maisons sont inscrites au patrimoine culturel dont une ancienne maison tour qui avait été successivement presbytère, école avant de devenir l'actuelle mairie. On accède au village par un chemin communal depuis la route D405.
L'église paroissiale Saint-Blaise construite au XVIIe siècle, isolée au sud du village, est accessible par un autre chemin communal en cul-de-sac.

### Lutina
Lutina se situe à l'ouest de la commune, à une altitude moyenne de 650 m. Il est à la limite des communes de Poggio-Marinaccio et de Giocatojo (à laquelle appartiennent quelques maisons du haut du village). Il est desservi par un chemin communal au départ de la route D515 qui passe en dessous des habitations. S'y trouve une remarquable église baroque Saint-Antoine-de-Padoue renfermant de nombreuses œuvres inventoriées au patrimoine culturel.

### Cansito
Le petit hameau de Cansito est situé à l'est de la commune, au NNE du village. De par le relief communal, il est distant par route de 1,4 km du village.
Il est composé de maisons anciennes, couvertes de toits d'ardoises locales. S'y trouve la remarquable chapelle Sainte-Marie.

## Toponymie
Le nom en corse de la commune est U Poghju d'Ampugnani, issu du corse poghju « monticule » désignant la surélévation sur laquelle est bâtie le village principal.

## Histoire

### Moyen Âge
Après la reconquête de la Corse qui avait été occupée pendant trois siècles par les Sarrasins, entre la seconde moitié du XIIe siècle et le milieu du XIIIe siècle, le système féodal se met en place. Les Obertenghi possèdent des biens dans toute l'île, notamment en Castagniccia, sur les territoires des pièves d'Ampugnani et d'Orezza. Mais c'est la famille Orezza (les Oressinchi) de la noblesse insulaire qui domine la région.
Au début du XIIIe siècle, Guglielmo de Massa, juge de Cagliari, puis son frère Ugo, font don au monastère San Mamiliano de Montecristo de grands domaines situés en Castagniccia, dans les pièves d'Ampugnani et d'Orezza, possessions de l'immense seigneurie des marquis de Massa alors en voie de fragmentation,. Ce mouvement de repli profite aussi à quelques puissantes familles seigneuriales comme les Loreto et surtout les Cortinchi qui prennent possession de la plus grande partie du territoire.
La petite seigneurie des sires d'Orezza semblent ne pas évoluer, sans doute grâce à des alliances matrimoniales judicieuses.

### Temps modernes
Le pays du Deçà des Monts est partagé en trois terzeri qui s'appellent ordinairement « Terre de Commune ». L'un est formé par les pièves de Casinca, Tavagna, Moriani, Orezza, Vallirustie, Ampugnani, Rostino et Casacconi.
Au début du XVIe siècle, Poggio-Marinaccio faisait partie d'un pays auquel on donne une désignation particulière en l'appelant les Cinq Pièves. Ces pièves sont Vallerustie, Orezza, Ampugnani, Rostino et Casacconi.

Au sommet de la pieve d'Ampugnani 

« On peut voir les ruines d'une très ancienne église appelée S. Pietro d'Accia. C'est le premier endroit que l'on aperçoit en venant de Rome par mer et généralement en abordant sur la côte intérieure. Cette église est la cathédrale de l'évêché d'Accia. La piève d'Ampugnani contient environ vingt villages, parmi lesquels la Casabianca, village aussi fameux qu'aucun autre de la Corse ; la Casabianca est en effet la résidence d'une famille de Caporaux [...] et le village de Pruno, où habite également une famille de Caporaux. [...] Cette piève est  traversée dans son milieu par un cours d'eau appelé Ampugnanello, qui prend sa source dans la montagne où se trouve l'église de S. Pietro »

— Abbé Letteron - Histoire de la Corse comprenant la description de cette île d'après Agostino Giustiniani, p. 39-40
.
Au début du XVIIIe siècle, Poggio-Marinaccio fait partie de la pieve d'Ampugnani, dans la province d'Accia,. Cette dernière avait pour lieux habités Porta, e Poggiale 493. Quercitello, e Stoppianoua 271. Giucatoggio, e Ponte 264. Castel d’acqua 260. Pruno 160. Polveroso 189. Monte d’Olmi, Alzi, e Bonifatio 235. Casabianca, e Querceto 202. Casalta, e Piano 196. Poggio con 3 ville 172. Silvareccio 317. Croce 352. Ascata 173. Ficaia 337.
- 1789, la Corse appartient au royaume de France. La pieve d'Ampugnani devient le canton de la Porta[15].
- 1790, l'île ne forme qu'un seul département, celui de Corse.
- 1793, La commune s'appelait Poggio Marinaccio. Elle faisait partie du canton d'Ampugnani, dans le district de Bastia, dans le département d'El Golo (l'actuelle Haute-Corse).
- 1801, Poggio Marinaccio devient Poggio-Marinaccio, dans le canton d'Ampugnani, dans l'arrondissement de Bastia, dans le département d'El Golo (l'actuelle Haute-Corse).
- 1811, les deux départements de l'île sont réunifiés pour devenir le département de Corse.
- 1828, Poggio-Marinaccio passe dans le canton de La Porta[16].

### Époque contemporaine
- 1954, le canton de Porta était formé de Poggio-Marinaccio qui comptait 77 habitants, et des communes de Casabianca, Casalta, Croce, Ficaja, Giocatojo, Piano, Polveroso, Porta d’Ampugnani, Pruno, Quercitello, San-Damiano, San-Gavino-d'Ampugnani, Scata et Silvareccio.
- 1973, avec la fusion imposée des anciens cantons de la Porta et Pero-Casevecchie, est créé le Canton de Fiumalto-d'Ampugnani - chef-lieu La Porta, dans l'arrondissement de Bastia.
- 1975, Poggio-Marinaccio se retrouve dans le nouveau département de la Haute-Corse, après la partition du département de Corse en deux.

## Politique et administration

### Liste des maires
| Période                                  | Période   | Identité            | Étiquette | Qualité                    |
| ---------------------------------------- | --------- | ------------------- | --------- | -------------------------- |
| mars 2001                                | mars 2008 | Augustin Pasqualini |           |                            |
| mars 2008                                | En cours  | Pierre Orsini       | DVD       | Retraité Fonction publique |
| Les données manquantes sont à compléter. |           |                     |           |                            |

## Population et société

### Démographie
L'évolution du nombre d'habitants est connue à travers les recensements de la population effectués dans la commune depuis 1800. Pour les communes de moins de 10 000 habitants, une enquête de recensement portant sur toute la population est réalisée tous les cinq ans, les populations de référence des années intermédiaires étant quant à elles estimées par interpolation ou extrapolation. Pour la commune, le premier recensement exhaustif entrant dans le cadre du nouveau dispositif a été réalisé en 2008.

En 2022, la commune comptait 35 habitants, en évolution de +16,67 % par rapport à 2016 (Haute-Corse : +5,15 %, France hors Mayotte : +2,11 %).
| 1800 | 1806 | 1821 | 1831 | 1836 | 1841 | 1846 | 1851 | 1856 |
| ---- | ---- | ---- | ---- | ---- | ---- | ---- | ---- | ---- |
| 195  | 122  | 153  | 147  | 135  | 147  | 153  | 163  | 152  |

| 1861 | 1866 | 1872 | 1876 | 1881 | 1886 | 1891 | 1896 | 1901 |
| ---- | ---- | ---- | ---- | ---- | ---- | ---- | ---- | ---- |
| 135  | 142  | 150  | 141  | 150  | 131  | 126  | 138  | 129  |

| 1906 | 1911 | 1921 | 1926 | 1931 | 1936 | 1946 | 1954 | 1962 |
| ---- | ---- | ---- | ---- | ---- | ---- | ---- | ---- | ---- |
| 131  | 131  | 120  | 145  | 124  | 142  | 136  | 77   | 55   |

| 1968 | 1975 | 1982 | 1990 | 1999 | 2006 | 2008 | 2013 | 2018 |
| ---- | ---- | ---- | ---- | ---- | ---- | ---- | ---- | ---- |
| 44   | 38   | 31   | 22   | 16   | 24   | 26   | 30   | 31   |

| 2022 | - | - | - | - | - | - | - | - |
| ---- | - | - | - | - | - | - | - | - |
| 35   | - | - | - | - | - | - | - | - |

### Enseignement
L'école primaire publique la plus proche se situe à La Porta (école Aurélie-Mori), distante de 4 km environ, le collège de Casinca de Cervione à 18 km et le lycée Pascal-Paoli à Corte de 50 km.

### Santé
Le plus proche hôpital est le centre hospitalier de Corte-Tattone distant de 50 km. On trouve des médecins, une pharmacie et un cabinet de kinésithérapie à Ponte-Leccia (30 km), un infirmier à Casabianca (5,5 km).

### Cultes
L'église San Biaggio qui est la paroisse, relève du diocèse d'Ajaccio.

## Culture locale et patrimoine

### Lieux et monuments
- Monument aux morts.

#### Chapelle de confrérie Sainte-Croix
La chapelle de confrérie Sainte-Croix (Santa Croce) située au hameau de Poggio, est inscrite au titre des monuments historiques (est exclue l'église Saint-Blaise voisine, sise sur la même parcelle cadastrale B197) par arrêté préfectoral du 1er avril 2016.

### Patrimoine culturel

#### Les maisons de la commune de Poggio-Marinaccio
Sur un bâti de 36 maisons, 16 sont repérées et 5 étudiées. Toutes les maisons repérées sont en schiste, les toits sont traditionnellement couverts d'ardoise. Elles datent du XVIe siècle au XIXe siècle. Il s'agit de :
- ancienne maison tour. Elle avait été successivement presbytère, école avant de devenir l'actuelle mairie[21] ;
- la 13e maison[22] ;
- la 2e maison située à Lutina, construite en 1699[23] ;
- la 5e maison située à Lutina, construite en 1790 (date gravée sur deux pierres). Elle était la maison du recteur de la paroisse (inscription au-dessus de la porte principale)[24] ;
- la 8e maison située à Cansito, avec un séchoir à châtaignes indépendant, pouvant dater de la fin XVIIe siècle[25].

L'ensemble est repris à l'inventaire préliminaire.

#### Église Saint-Blaise

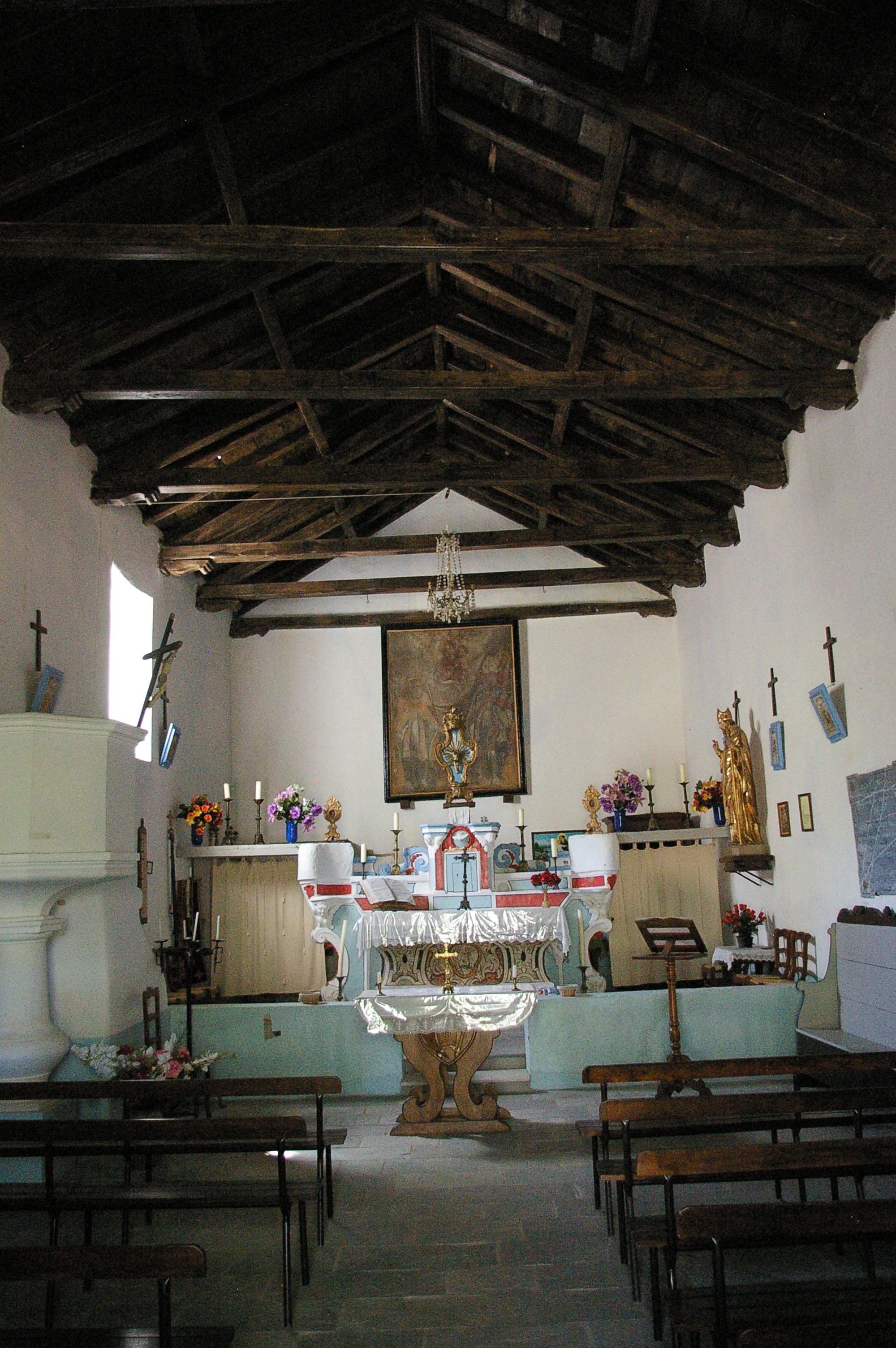
Intérieur de l'église Saint-Blaise.

Saint-Blaise est l'église paroissiale ; elle se situe au sud de Poggio, isolée. Construit au milieu du Moyen Âge, l'édifice est mentionné en 1646 dans le procès-verbal de visite pastorale de Giovanni-Agostino Marliani. Remaniée à plusieurs reprises, seconde moitié du XVIIe siècle ou début du XVIIIe siècle, son orientation est inversée. L'abside située à l'est est en partie détruite pour permettre l'aménagement d'un portail ; la porte du mur occidental est obturée. L'édifice est de plan allongé, à chevet plat, avec une chapelle latérale. Son toit à longs pans est couvert de lauzes.
L'édifice a été classé au titre des monuments historique en 2019
Sont également reprises à l'inventaire général, les œuvres qu'elle recèle ci-après :
- croix de procession Christ en croix, en bois taillé peint, du XVIe siècle (?)[28] ;
- bannière de procession des défunts[29] ;
- bannière de procession de confrérie de pénitents[30] ;
- confessionnal ; fonts baptismaux[31] ;
- calice en argent du XVIIIe siècle[32] ;
- tabernacle de l'autel secondaire de saint Jacques en bois de la 2e moitié XVIe siècle (?)[33] ;
- le mobilier de l'église paroissiale Saint-Blaise[34] ;
- tableau d'autel et son cadre Apparition de la Vierge à l'Enfant à saint Jacques et saint Roch du XVIIe siècle (?)[35] ;
- ensemble de l'autel secondaire de saint Jacques, en schiste, stuc, enduit et peinture daté de 1739[36] ;
- ensemble du maître-autel de saint Blaise en schiste, stuc moulé, modelé, peint[37] ;
- tableau d'autel Apparition de la Vierge à l'Enfant à saint Blaise, saint Pierre, saint Nicolas et sainte Lucie du XVIIe siècle[38].

#### Chapelle Saint-Antoine de Padoue

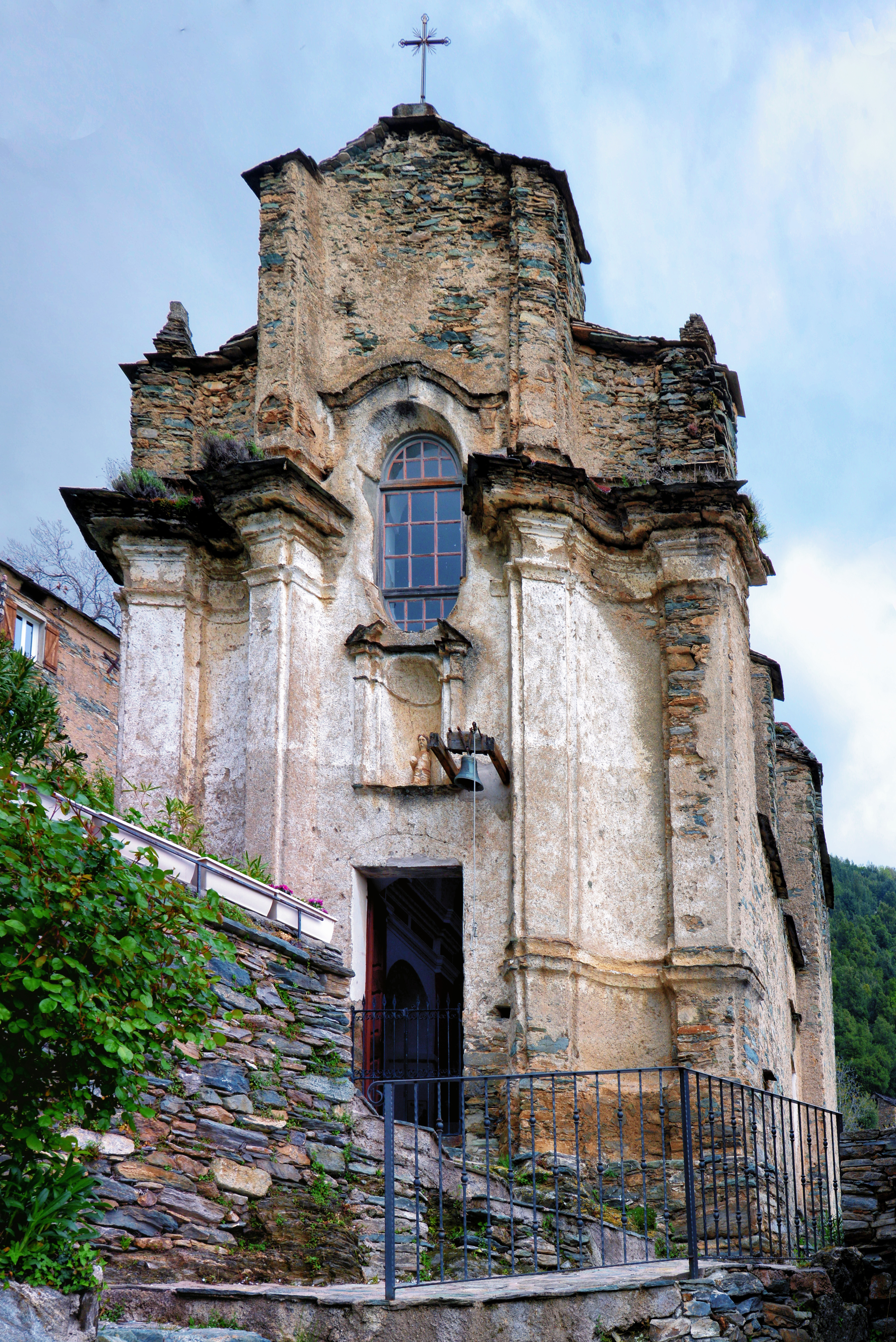
Chapelle Saint-Antoine de Lutina.

La chapelle Saint-Antoine se trouve à Lutina. D'architecture baroque, sa construction remonte à la fin du XVIIe siècle. L'année 1678 est gravée sur sa cloche. Les saints patrons en sont au nombre de trois : saint Antoine de Padoue, sainte Lucie, et plus tard, saint Pancrace (San Pancraziu) dont une fresque orne la chapelle latérale.
L'édifice de plan allongé et à chevet plat est formé d'une nef et d'un chœur voûtés en berceau à lunettes. Propriété publique, il est repris à l'inventaire préliminaire.
La chapelle Saint-Antoine de Lutina recèle des œuvres remarquables :
- l'ensemble du maître-autel de saint Antoine de Padoue (autel, retable et gradins d'autel), autel-tombeau en schiste et stuc avec deux colonnes[40] ;
- un tableau d'autel Apparition de la Vierge à l'Enfant à saint Antoine de Padoue et à sainte Lucie de l'ensemble du maître-autel[41] ;
- l'ensemble de l'autel secondaire de saint Pancrace, autel-tombeau en schiste et stuc avec deux colonnes[42] ;
- la peinture monumentale Remise du Scapulaire à saint Pancrace par la Vierge à l'Enfant de l'ensemble de l'autel secondaire de saint Pancrace[43] ;
- le mobilier comprenant le confessionnal, le bénitier, douze chandeliers d'autel, un calice, la croix de procession, deux couronnes de statue, neuf reliquaires, trois statues et une cloche[44] ;
- une statuette Enfant Jésus en stuc, détériorée[45] ;
- une commode en bois taillé, peint, avec décor en relief, limite XVIe et XVIIe siècles[46], récemment restaurée ;
- un meuble de sacristie en bois taillé, mouluré, peint, décor dans la masse, décor en relief, décor rapporté, limite XVIe et XVIIe siècles[47], récemment restaurée.

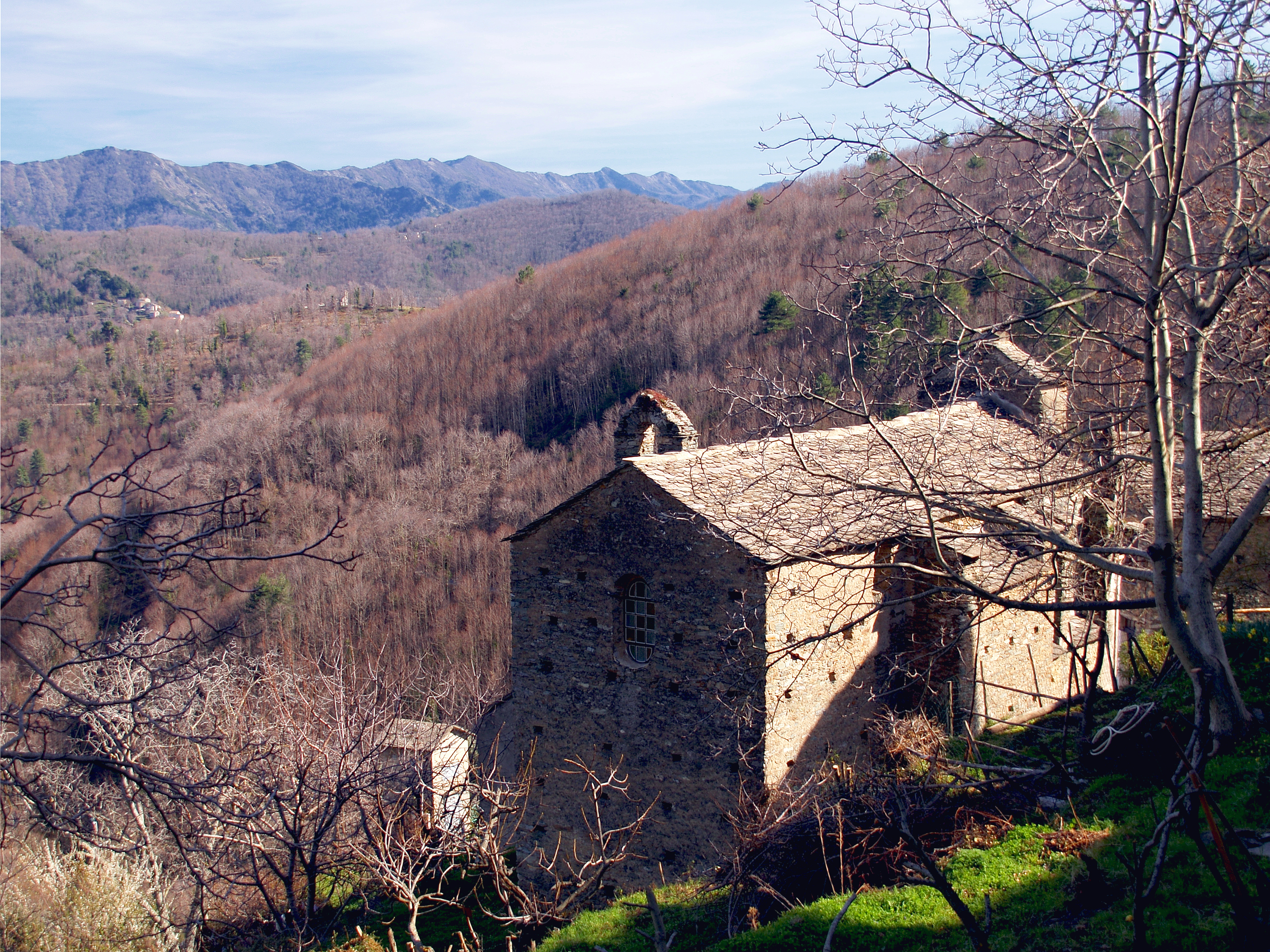
Chapelle Saint-Antoine de Lutina.
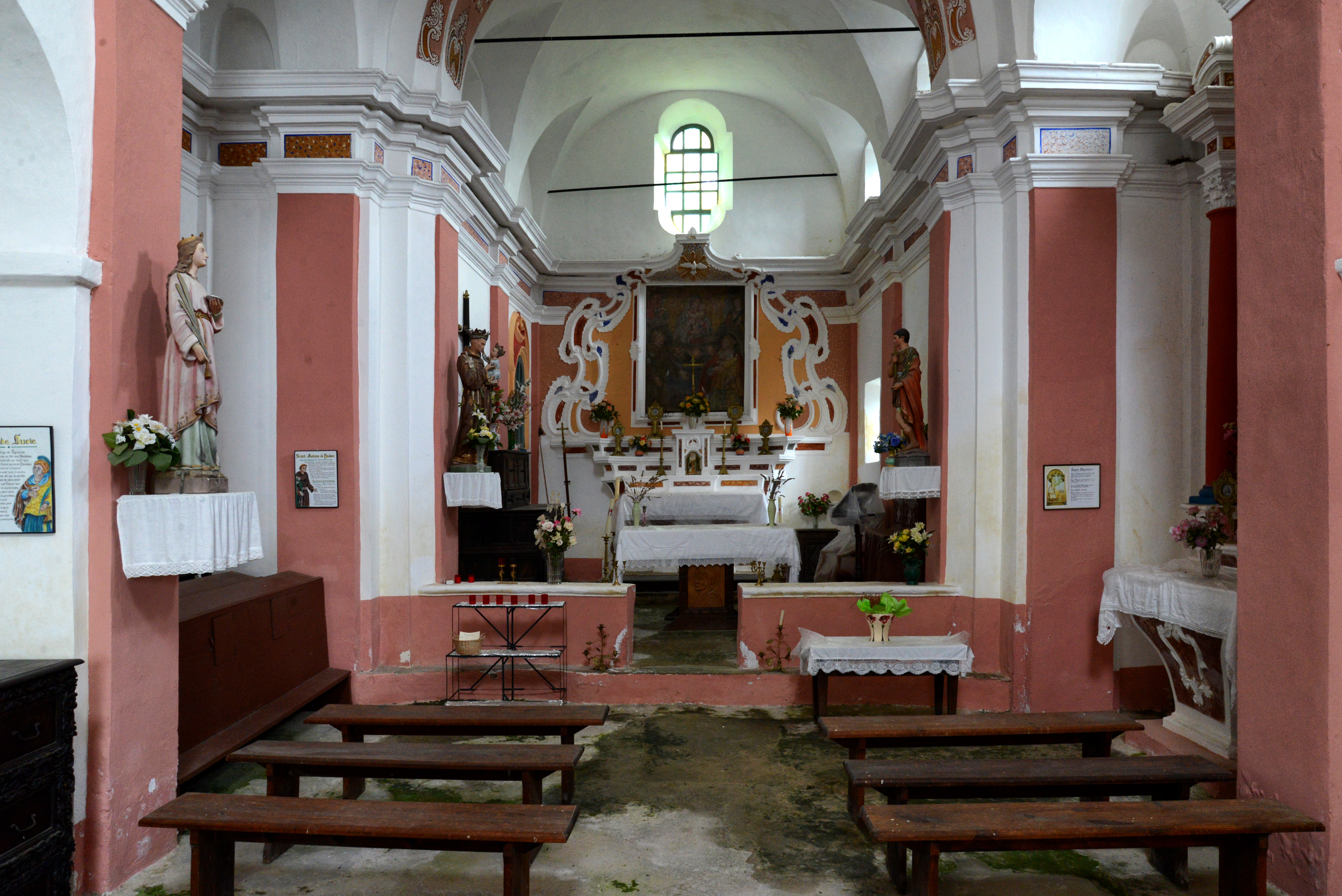
Intérieur de la chapelle Saint-Antoine.
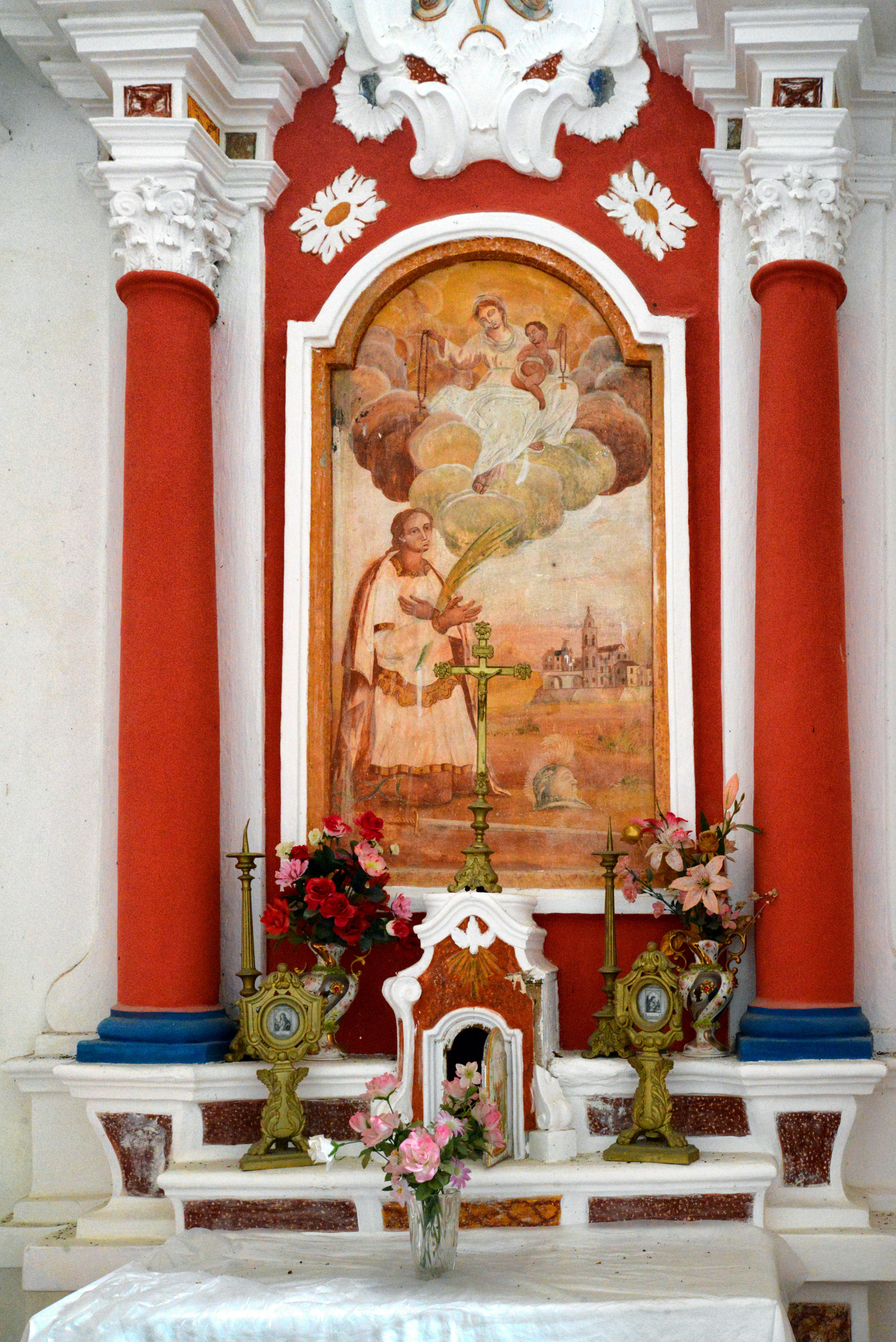
Chapelle latérale Saint-Pancrace.
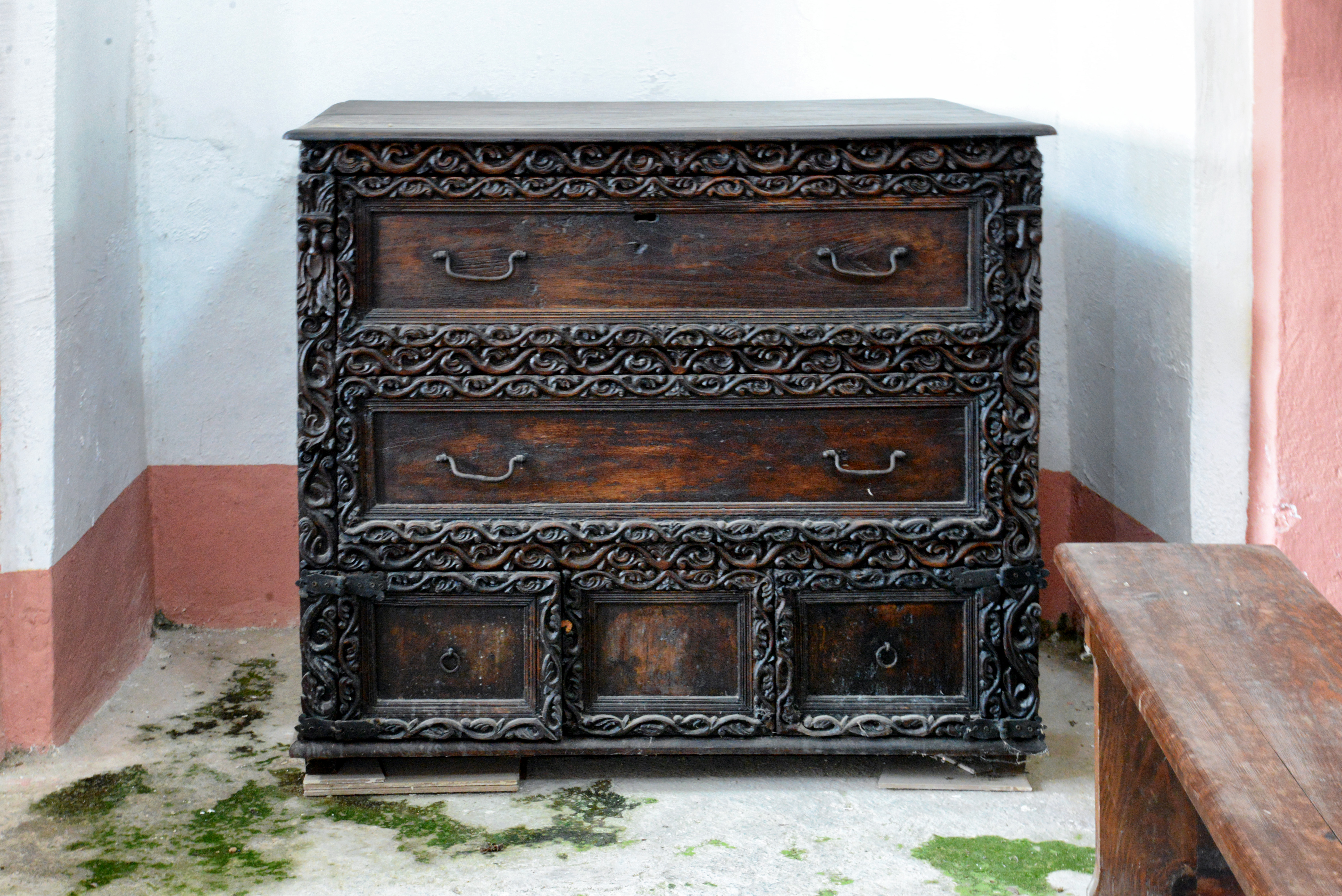
Commode.
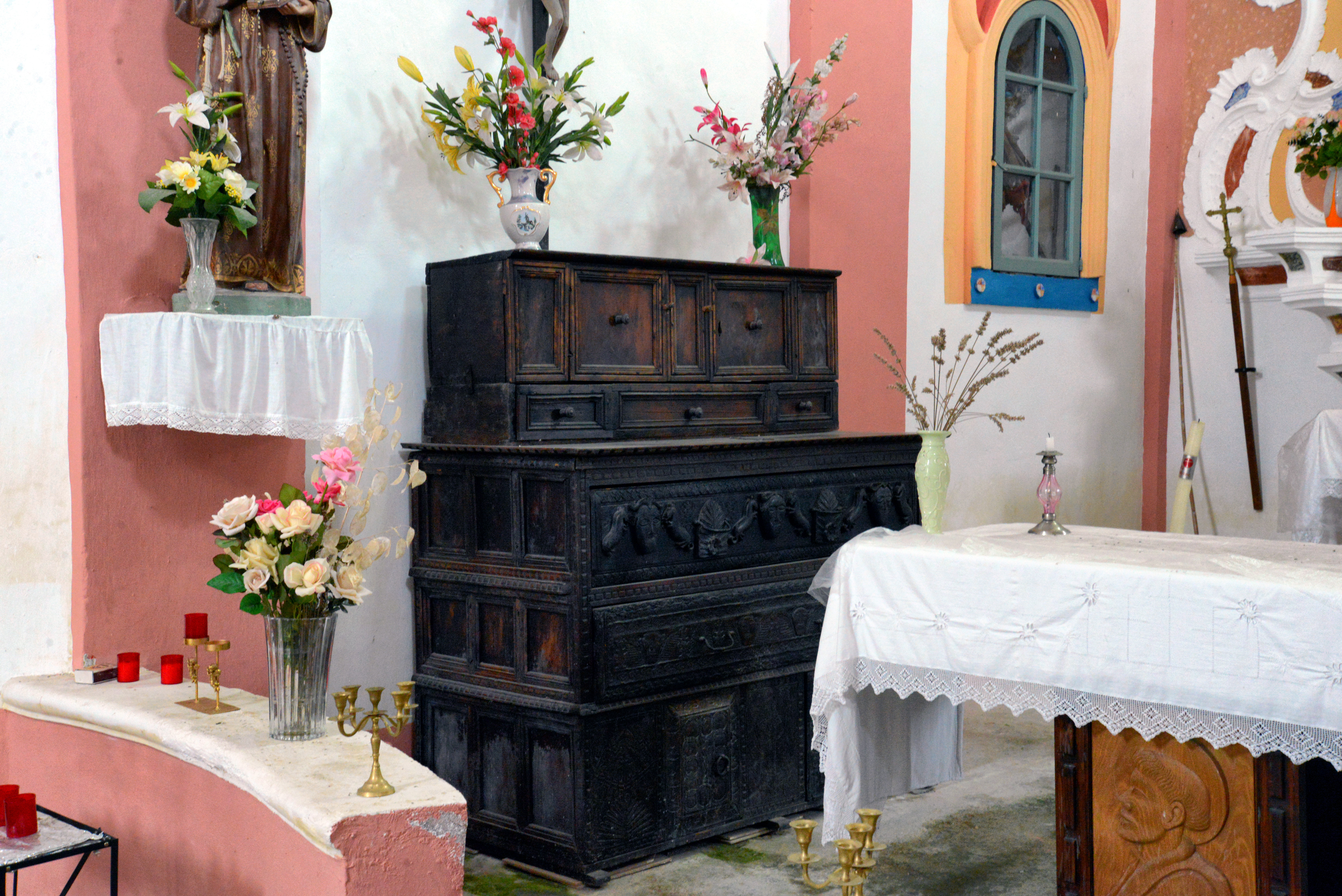
Meuble de sacristie.

#### Chapelle Sainte-Elisabeth et Sainte-Marie
La chapelle Sainte-Elisabeth et Sainte-Marie se situe au hameau de Cansito. Ne figurant pas sur le plan terrier dressé en 1776, elle pourrait dater du premier quart du XIXe siècle. C'est un petit édifice de plan allongé à nef unique, avec couverture de teghje, pierre locale, en mauvais état. Propriété publique, la chapelle est reprise à l'inventaire préliminaire.
La petite chapelle renferme deux œuvres remarquables, reprises à l'inventaire préliminaire :
- tableau d'autel Visitation du XVIIIe siècle[49],
- le mobilier de la chapelle Sainte-Elisabeth et Sainte-Marie (dalle funéraire, autel, meuble de sacristie, lustre d'église, couronne de statue, groupe sculpté de procession, 4 statues)[50].

### Patrimoine naturel

#### Parc naturel régional
Poggio-Marinaccio est une commune adhérente au parc naturel régional de Corse, dans son « territoire de vie » appelé Castagniccia.

#### ZNIEFF
La commune est concernée par 2 zones naturelles d'intérêt écologique, faunistique et floristique de 2e génération :
Châtaigneraies de la petite Castagniccia
La ZNIEFF 940004146 d'une superficie de 10 559 ha, s’étend du Nord au Sud, du col de Pirello jusqu’au rocher de Muteri, sur une zone dite « petite Castagniccia » qui couvre 43 communes. La végétation est dominée par les châtaigneraies le plus souvent présentes sous forme de vergers ou de taillis.
Landes et pelouses sommitales du massif du San Petrone
La ZNIEFF 940004201 de 2e génération concerne 19 communes. D'une superficie de 1 735 ha, elle comprend trois unités distinctes, distribuées du nord au sud sur les crêtes du massif de San Petrone. Poggio-Marinaccio se situe dans l'unité au nord du col de Prato, à l'ouest du Bocca di Pruno, où l'on trouve un ensemble de plateaux sommitaux et de croupes à faible pente qui culminent au Monte Compoli à 1 236 mètres.

#### Natura 2000
Poggio-Marinaccio est concernée par un site d'intérêt communautaire (Dir. Habitat) :
Chataîgneraies et ruisseaux de Castagniccia
L'arrêté du 17 mars 2008 porte désignation du site Natura 2000 Chataîgneraies et ruisseaux de Castagniccia (zone spéciale de conservation) sur une partie du territoire des communes de Lucciana, Vescovato, Venzolasca et Sorbo-Ocagnano en Haute-Corse. Le site essentiellement formée de schistes lustrés, couvre une superficie de 265 ha. On y observe notamment la présence de l'écrevisse à pieds blancs, seule population corse.